# Línea 505 (Montevideo)
La línea 505 de la red de transporte urbano de Montevideo une la terminal Ciudadela con Manga.

## Historia
Tiene como antecedente a la entonces línea 5 de tranvías creada en 1907. En los años cincuenta -al ser disuelto el servicio de tranvías- la línea comenzó a ser operada  mediante trolebuses por la Administración Municipal de Transporte. A mediados del año 1975, con la creación de la Cooperativa de Transportes del Sur, la misma comenzó a prestar su servicio mediante ómnibus, e incluso extendió su recorrido, que originalmente iba desde Ciudadela hasta la Avenida General Flores e Industria. En 1992 con la disolución de COTSUR, quien hasta ese entonces tenía a cargo su operación, la línea pasó a ser prestada por la Corporación de Ómnibus Micro-Este, a quien la Intendencia de Montevideo, le otorgó su denominación actual de línea 505.

## Característica
Tiene su destino en el barrio Manga, precisamente en la intersección del Camino al Paso del Andaluz y el Anillo perimetral Wilson Ferreira Aldunate.

### Frecuencias
| Lunes a viernes                       | Salida | Palacio Legislativo | Hipódromo | Llegada | Detalle                                                           |
| ------------------------------------- | ------ | ------------------- | --------- | ------- | ----------------------------------------------------------------- |
| Primer salida desde Aduana (nocturno) | 00:35  | 00:53               | 01:10     | 01:25   |                                                                   |
| Primer salida desde Ciudadela         | X      | 04:49               | 05:09     | 05:24   | La unidad cuenta con accesibilidad para personas con discapacidad |
| Última salida desde Aduana (nocturno) | 08:17  | 08:38               | 09:03     | 09:26   | La unidad cuenta con accesibilidad para personas con discapacidad |
| Última salida desde Ciudadela         | 22:41  | 22:59               | 23:19     | 23:37   |                                                                   |

| Lunes a viernes                        | Salida | Hipódromo | Palacio Legislativo | Llegada | Detalle                                                           |
| -------------------------------------- | ------ | --------- | ------------------- | ------- | ----------------------------------------------------------------- |
| Primer salida desde Andaluz (nocturno) | 01:29  | 01:43     | 01:59               | 02:17   |                                                                   |
| Primer salida desde Andaluz            | 07:10  | 07:32     | 07:55               | 08:19   |                                                                   |
| Última salida desde Andaluz (nocturno) | 06:55  | 07:16     | 07:39               | 08:02   | La unidad cuenta con accesibilidad para personas con discapacidad |
| Última salida desde Andaluz            | 23:08  | 23:22     | 23:41               | 23:58   |                                                                   |

## Recorridos
En ambos sentidos circula por los barrios: Ciudadela, Centro, Cordón, Cordón Norte, La Aguada, Goes, Jacinto Vera, Cerrito de la Victoria, Pérez Castellanos, Las Acacias, Maroñas, Piedras Blancas y Manga.
| Ida - Ciudadela - Juncal - Piedras - Cerro Largo - Florida - Mercedes - Avenida Daniel Fernández Crespo - Avenida de las Leyes - Avenida General Flores - Corredor General Flores - Avenida José Belloni - Avenida de la Aljaba - Camino Al Paso de la Española - Camino del Andaluz - Terminal Andaluz | Vuelta - Camino Al Paso de la Española - Avenida de la Aljaba - Avenida José Belloni - Corredor General Flores - Avenida General Flores - Avenida de las Leyes - Madrid - Magallanes - Miguelete - Arenal Grande - Avenida Uruguay - Eduardo Acevedo - Colonia - Río Branco - Avenida Uruguay - 25 de Mayo - Juncal - Ciudadela |

### Destinos intermedios
Vuelta
- Avenida General Flores y Avenida Luis Alberto de Herrera
- Palacio Legislativo
- Aduana